# Spanische Badmintonmeisterschaft 1984
Die Spanische Badmintonmeisterschaft 1984 fand in Málaga statt. Es war die dritte Austragung der nationalen Titelkämpfe von Spanien im Badminton.

## Titelträger
| Disziplin    | Sieger                            |
| ------------ | --------------------------------- |
| Herreneinzel | Enrique Ruiz                      |
| Dameneinzel  | Margarita Miguelez                |
| Herrendoppel | Carlos González José Angel Bastos |
| Damendoppel  | Margarita Miguelez Aída Carballal |
| Mixed        | Pedro V. Blach Rosa Pérez         |